# Single Cylinder TT
De Single Cylinder TT was een race voor motorfietsen met één cilinder in de eerste jaren van het bestaan van de Isle of Man TT.

## Voorgeschiedenis
De Isle of Man TT was feitelijk ontstaan door ontevredenheid van de belangrijkste Europese wegrace in de eerste jaren van de 20e eeuw, de Trophée International-landenwedstrijd. Motorfietsen werden nog niet ingedeeld naar cilinderinhoud en zelfs in advertenties werd deze inhoud niet vermeld. Men gaf alleen het vermogen als richtlijn. Die vermogensindeling kon niet voor wedstrijden gebruikt worden, want fabrikanten streefden ernaar hun wedstrijdmotor zo sterk mogelijk te maken binnen de bestaande reglementen. Zo mochten de deelnemende motorfietsen in 1904 niet meer dan 50 kg wegen, maar de Franse organisatie hield de Franse deelnemers daar niet aan. In de jaren hierna bleef er tussen de landen onenigheid bestaan over de reglementen en vooral de toepassing ervan. Nadat men in Oostenrijk weer de hand had gelicht met de reglementen besloten de Britten onder aanvoering van de broers Harry en Charlie Collier, de secretaris van de Auto-Cycle Union Freddie Straight en de markies Joseph de Mouzilly Saint-Mars zelf een race te organiseren en hun eigen reglementen op te stellen. Zo werd in 1907 gestart in twee klassen: de Single Cylinder TT voor eencilinders en de Twin Cylinder TT voor tweecilinders. In beide klassen werd het brandstofverbruik beperkt.

## Single Cylinder TT
De naam "Tourist Trophy" was gekozen om duidelijk te maken dat het bij de racers om gewone motorfietsen ging, niet om speciale racemotoren. Daarom was ook het brandstofverbruik beperkt: zo werden de speciale Franse racemotoren buitenspel gezet. Maar als het om normale straatmotoren ging, waren tweecilinders in die tijd veel langzamer dan de lichtere eencilinders. Daarom werden er twee klassen ingevoerd.

### 1907
Op dinsdag 28 mei 1907 duwden twee Triumphcoureurs, Frank Hulbert en Jack Marshall, hun 3½pk-eencilinders aan in St John's om richting Ballacraine te rijden. Zij waren de eersten van zeventien deelnemers in de eencilinderklasse. Hun motorfietsen moesten nog geschikt zijn voor gebruik op de weg, met normale zadels, spatborden, uitlaten enz. De eerste winnaar in 1907 werd Charlie Collier, een van de eigenaren van het merk Matchless en drijvende kracht achter de Tourist Trophy. Bij Triumph protesteerde men omdat men vond dat Jack Marshall gewonnen zou hebben als hij net als Collier pedalen had gehad.

#### Uitslag 1907
Circuit: St John's Short Course
| Plaats | Coureur         | Merk      | Snelheid  | Tijd      |
| ------ | --------------- | --------- | --------- | --------- |
| 1      | Charlie Collier | Matchless | 61,5 km/h | 4:08.08.2 |
| 2      | Jack Marshall   | Triumph   | 58,9 km/h | 4:19.47.3 |
| 3      | Frank Hulbert   | Triumph   | 57,1 km/h | 4:27.49.4 |

### 1908
In 1908 deed men een eerste poging om de veiligheid te verbeteren door de inzet van marshals. De regels voor het brandstofverbruik werden aangescherpt. Pedalen waren verboden en nu won Marshall inderdaad de eencilinderklasse vóór Charlie Collier. Marshal reed het eerste racegemiddelde boven 40 mph.

#### Uitslag 1908
Circuit: St John's Short Course
| Plaats | Coureur          | Merk      | Snelheid  | Tijd      |
| ------ | ---------------- | --------- | --------- | --------- |
| 1      | Jack Marshall    | Triumph   | 65,2 km/h | 3:54.50.0 |
| 2      | Charlie Collier  | Matchless |           |           |
| 3      | Robert Arbuthnot | Triumph   |           |           |

### 1909
In 1909 kende de Single Cylinder TT geen aparte klasse meer, maar werd het reglement zodanig aangepast dat een- en tweecilinders in dezelfde klasse konden rijden, de 500 Single & 750 Twin TT. Nu werd er voor het eerst over cilinderinhoud gesproken: eencilinders van maximaal 500 cc en tweecilinders van 750 cc. Het brandstofverbruik was vrij en de verplichte uitlaatdempers werden afgeschaft. De tweecilinders waren nog steeds veel te traag en daarom werd het reglement aangepast: eencilinders van maximaal 500 cc en tweecilinders van 750 cc, maar nu reden ze wel samen als één klasse. Het brandstofverbruik was vrij en de verplichte uitlaatdempers werden afgeschaft. De gebroeders Collier zetten nu ook tweecilinders in. De twins waren nu in het voordeel: Harry Collier won vóór de Amerikaan Lee Evans met een Indian. De eerste eencilinder (Billy Newsome, Triumph) werd derde.

#### Uitslag 1909
Circuit: St John's Short Course
(500cc eencilinders en 750 cc tweecilinders)
| Plaats | Coureur       | Merk                   | Snelheid  | Tijd      |
| ------ | ------------- | ---------------------- | --------- | --------- |
| 1      | Harry Collier | Matchless tweecilinder | 79.0 km/h | 3:13.37.0 |
| 2      | G.L. Evans    | Indian tweecilinder    |           |           |
| 3      | W. Newsome    | Triumph eencilinder    |           |           |

### 1910
In 1910 nam men nieuwe veiligheidsmaatregelen: bij Ballacraine werd een houten talud gemaakt om de coureurs te beschermen tegen de scherpe stenen van een muur. Om de snelheid te drukken mochten tweecilinders nog maar 670 cc meten. Desondanks reed Harry Bowen een ronde van 53,15 mph, maar crashte uitgerekend tegen het houten "veiligheidstalud". De gebroeders Collier werden met hun tweecilinder Matchless' eerste en tweede, Billy Creyton werd met een eencilinder Triumph derde.

#### Uitslag 1910
Circuit: St John's Short Course (500cc eencilinders en 670 cc tweecilinders)
| Plaats | Coureur         | Merk                   | Snelheid  | Tijd      |
| ------ | --------------- | ---------------------- | --------- | --------- |
| 1      | Charlie Collier | Matchless tweecilinder | 81.5 km/h | 3:07.24.0 |
| 2      | Harry Collier   | Matchless tweecilinder |           |           |
| 3      | W. Creyton      | Triumph eencilinder    |           |           |

### 1911
In 1911 waren koppelingen en versnellingsbakken genoeg ontwikkeld om de overgang naar de 60 km lange Snaefell Mountain Course mogelijk te maken. Vooral de elf kilometer lange klim van Ramsey naar Bungalow leverde echter nog steeds problemen op voor de motorfietsen die nog riemaandrijving hadden. Indian en Scott hadden al versnellingen en kettingaandrijving, maar de meeste andere merken moesten snel versnellingsbakken ontwikkelen of inkopen. Bovendien werd er weer in twee klassen gereden: de Junior TT voor 300 cc eencilinders en 340 cc tweecilinders en de Senior TT voor 500 cc eencilinders en 585 cc tweecilinders. Nog meer dan op de Short Course hadden coureurs last van slechte, onverharde wegen en loslopende schapen, maar ook gesloten schaapspoorten die de weg versperden. Die konden zelfs in de ene ronde open en in de volgende gesloten zijn. De start was op Quarterbridge Road in Douglas, maar er waren benzinedepots bij Braddan en Ramsey. Victor Surridge verongelukte tijdens de training bij Glen Helen en werd het eerste slachtoffer van de TT. De Junior TT werd gewonnen door Percy Evans met een Humber, vóór Harry Collier (Matchless) en Harold Cox (Forward), de Senior TT door Oliver Godfrey (Indian). Ook de tweede en de derde plaats waren voor Indian, met C.B. Franklin en A.J. Moorhouse.
| Plaats | Coureur        | Merk                   | Snelheid  | Tijd      |
| ------ | -------------- | ---------------------- | --------- | --------- |
| 1      | Percy J. Evans | Humber eencilinder     | 66,7 km/h | 3:37.07.0 |
| 2      | Harry Collier  | Matchless tweecilinder |           | 3:46.20.0 |
| 3      | Harold J. Cox  | Forward tweecilinder   |           | 3.55.26.0 |

| Plaats | Coureur        | Merk                | Snelheid  | Tijd      |
| ------ | -------------- | ------------------- | --------- | --------- |
| 1      | Oliver Godfrey | Indian tweecilinder | 76,6 km/h | 3:56.10.0 |
| 2      | C.B. Franklin  | Indian tweecilinder |           | 3:59.52.0 |
| 3      | A.J. Moorhouse | Indian tweecilinder |           | 4:05.34.0 |

### 1912 en later
Vanaf 1912 werd er geen onderscheid meer gemaakt tussen het aantal cilinders. Er kwamen nu twee klassen: de 350cc-Junior TT en de 500cc-Senior TT.